# ほんとのきもち
「ほんとのきもち」は、高橋優の2枚目のシングル。 2010年11月10日にワーナーミュージックジャパンから発売された。

## 概要
前作「素晴らしき日常」から約4ヶ月ぶりとなるシングル。
3トラック目には、2010年9月11日に行われた「こどものうた〜FM FUKUOKA POWER PLAY LIVE at ROOMS 2010.9.11〜」がボーナストラックとして収録されている

## 収録曲
（全作詞・作曲：高橋優、編曲：浅田信一）
1. ほんとのきもち
日本テレビ系土曜ドラマ「Q10」主題歌。6thシングル「誰もいない台所」にライブVer.が収録されている。
「愛の告白」という意味だけでなく、「君に興味を持っている」という友達同士のなかでの「君が好き」という意味も込めたいという思いで作られた。高橋はこの曲ができたとき「すごくうれしかった」と語っている。[1]
2. シーユーアゲイン
3. こどものうた~FM FUKUOKA POWER PLAY LIVE at ROOMS 2010.9.11~ （Bonus track） [5:23]
2010年9月11日に行われたライブ音源。

## 収録アルバム
- リアルタイム・シンガーソングライター(#1)
- 高橋優 BEST 2009-2015 『笑う約束』(#1)